# Manuel Pereira da Silva

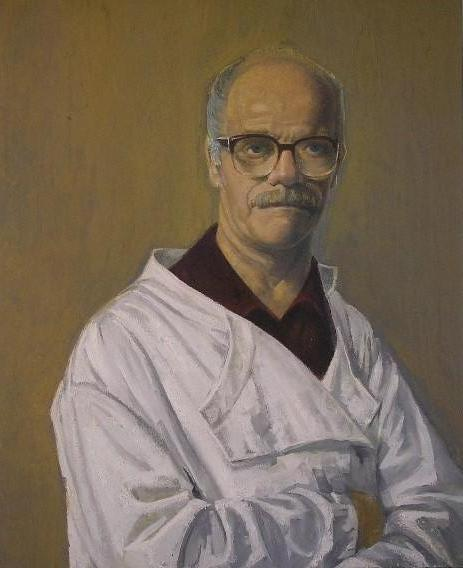
Manuel Pereira da Silva.

Manuel Pereira da Silva (7 de diciembre de 1920 - 2003) fue un escultor portugués. 
Nació en Oporto, Portugal.
La obra de Manuel Pereira da Silva tiene una orientación formal abstracta inspirada en la figura humana, en particular el hombre y la mujer. En el año 2000, a Pereira da Silva le fue atribuida la Medalla al Mérito Cultural por el Ayuntamiento de Vila Nova de Gaia.

## Educación
En 1939, ingresa en la Escola Superior de Belas-Artes do Porto Universidad de Oporto. En 
1943, termina el curso con la clasificación final de 18 valores. La Tesis de final de curso fue sobre Nuno Álvares Pereira, uno de los caballeros portugueses más conocidos. Durante el curso fue distinguido con los prémios "Teixeira Lopes" y "Soares dos Reis".
En 1946 y 1947, estudia en París, Francia en la Escuela de Bellas Artes de París.
Profesor de Educación Secundaria entre 1949 y 1991.

## Obras seleccionadas
- Participa en la 3ª Exposição dos Independentes, en el Coliseu do Porto. (1944)

- Bajorrelieves en piedra de la autoría del Escultor Henrique Moreira, con quien colaboró en el Teatro Rivoli y en el Coliseu, en Oporto. (1945)

- Exposición de la vida y del arte portugueses en Lourenço Marques, Moçambique (1946)

- Exposición de Arte Moderna en Caldas da Rainha. (1954)

- Escultura en bronce del General Ulysses S. Grant, 18º presidente de Estados Unidos, entre 1868 e 1876. Este monumento le fue encomendado por el gobierno portugués a Pereira da Silva para la capital de Guinea-Bissau. (1955)

- Frescos de la Igreja de Stª Luzia, en Viana do Castelo. (1956)

- Mural a fresco de la "Branca de Neve" en la Rua Santa Catarina, en Oporto. (1957)

- Escultura en bronce "A Maternidade" en la Praça Marquês de Pombal, en Oporto. (1958)

- II Exposição de Arte Moderna de Viana do Castelo. (1959)

- Bajorrelieve en cerámica policromada en la capital de Angola. (1960)

- Bajorrelieve en piedra de "D. Pedro Pitões exortando os cruzados" en el Palácio da Justiça, en Oporto. (1961)

- 2ª Exposição de Artes Plásticas da Fundación Calouste Gulbenkian, en Lisboa. (1962)

- Exposição Retrospectiva, en homenaje a la obra de Pereira da Silva por la Associação Artistas de Gaia. (1987)

- GOMES, J. C. (2000) – Três Escultores de Valia: Fernandes de Sá, Henrique Moreira e Pereira da Silva, Ed. da Confraria da Broa de Avintes.